# Tjeckoslovakiens ambassad i Stockholm
Tjeckoslovakiens ambassad i Stockholm (även Tjeckoslovakiska ambassaden) var Tjeckoslovakiens diplomatiska representation i Sverige.

## Historik
Diplomatiska relationer mellan Sverige och Tjeckoslovakien inleddes 1920, och uppgraderades till ambassadörsnivå 1959. Den tjeckoslovakiska legationen i Stockholm var 1922–1939 belägen på Strandvägen 63, 1945–1950 på Nybrokajen 15 åren och 1950–1972 på Tysta gatan 10. År 1972 flyttade ambassaden till fastigheten Granen 21 på Floragatan 13 på Östermalm i Stockholm, som ritats av den tjeckiske arkitekten Jan Bočan 1968–1970. Efter Tjeckoslovakiens upplösning vid årsskiftet 1992–1993 flyttade den slovakiska ambassaden till andra lokaler, medan den tjeckiska ambassaden satt kvar till 1998.

## Beskickningschefer
| Namn               | Period    | Funktion                                  | Anmärkning                                                                    |
| ------------------ | --------- | ----------------------------------------- | ----------------------------------------------------------------------------- |
| Vladimir Radimský  | 1920–1927 | Envoyé                                    | Ackrediterad 18 november 1920                                                 |
| Robert Flieder     | 1927–1930 | Envoyé                                    | Ackrediterad 2 mars 1927                                                      |
| Vladimir Hurban    | 1930–1936 | Envoyé                                    | Ackrediterad 20 september 1930                                                |
| Vakant             | 1936–1937 |                                           |                                                                               |
| Vladimir Kucera    | 1937–1939 | Envoyé                                    | Ackrediterad 22 mars 1937                                                     |
| Vakant             | 1939–1945 |                                           |                                                                               |
| Edvard Táborský    | 1945–1948 | Envoyé                                    | Ackrediterad 19 oktober 1945                                                  |
| Zdeněk Helfert     | 1948–1949 | Chargé d’affaires (tf.)                   | Ackrediterad 30 juli 1948                                                     |
| František Weiskopf | 1949      | Envoyé                                    | Ackrediterad 3 juni 1949                                                      |
| Gustav Solar       | 1949–1950 | Chargé d’affaires (tf.)                   | Ackrediterad 30 oktober 1949                                                  |
| František Vítků    | 1950–1952 | Chargé d’affaires (tf.)                   | Ackrediterad 12 november 1950                                                 |
| Otto Klička        | 1952–1954 | Envoyé                                    | Ackrediterad 25 februari 1952                                                 |
| Jaroslav Vlček     | 1954–1958 | Envoyé                                    | Ackrediterad 25 februari 1952                                                 |
| Jaroslav Havelka   | 1958–1962 | Envoyé (1958–1959) Ambassadör (1959–1962) | Ackrediterad 18 september 1958 (som envoyé); 3 december 1959 (som ambassadör) |
| Alexej Voltr       | 1962–1970 | Ambassadör                                | Ackrediterad 10 september 1962                                                |
| Viktor Pavlenda    | 1970–1972 | Ambassadör                                | Ackrediterad 14 april 1970                                                    |
| Pavel Džunda       | 1972–1976 | Ambassadör                                | Ackrediterad 10 februari 1972                                                 |
| Eduard Bílek       | 1976–1979 | Ambassadör                                | Ackrediterad 7 december 1976                                                  |
| Roman Nárožný      | 1979–1983 | Ambassadör                                | Ackrediterad 27 februari 1979                                                 |
| Bohumil Vachata    | 1983–1985 | Ambassadör                                | Ackrediterad 20 januari 1983                                                  |
| Josef Krůžela      | 1985–1990 | Ambassadör                                | Ackrediterad 29 augusti 1985                                                  |
| Václav Frybert     | 1990–1993 | Ambassadör                                | Ackrediterad 22 november 1990                                                 |